# Gardner (Illinois)
Gardner is een plaats (village) in de Amerikaanse staat Illinois, en valt bestuurlijk gezien onder Grundy County.

## Demografie
Bij de volkstelling in 2000 werd het aantal inwoners vastgesteld op 1406. In 2006 is het aantal inwoners door het United States Census Bureau geschat op 1456, een stijging van 50 (3,6%).

## Geografie
Volgens het United States Census Bureau beslaat de plaats een oppervlakte van 2,7 km², geheel bestaande uit land. Gardner ligt op ongeveer 176 m boven zeeniveau.

## Plaatsen in de nabije omgeving
De onderstaande figuur toont nabijgelegen plaatsen in een straal van 12 km rond Gardner.